# Tamara Rylova
Tamara Nikolayevna Rylova  (russe : Тамара Николаевна Рылова), née le 1er octobre 1931 à Vologda et morte le 1er février 2021, est une patineuse de vitesse soviétique. 
Elle remporte aux Jeux olympiques d'hiver de 1960 à Squaw Valley la médaille d'argent sur le 1 000 mètres. Rylova a connu aussi plusieurs succès aux Championnats du monde, montant à sept reprises sur le podium dont une fois sur la plus haute marche.
Durant sa carrière, elle a battu quatre records du monde dont trois en 1955 et un en 1960.
Après avoir pris sa retraite sportive, elle s'est reconvertie en tant qu'entraîneuse de patinage de vitesse à Leningrad (aujourd'hui Saint-Pétersbourg).

## Palmarès
| Championnats                          | Médaille d'or       | Médaille d'argent   | Médaille de bronze |
| Jeux olympiques                       |                     |                     | 1960 (1 000 m)     |
| Championnats du monde toutes épreuves | 1959                | 1955 1967 1958 1960 | 1956 1964          |
| Championnats d'URSS toutes épreuves   | 1955 1957 1959 1960 | 1958                | 1954 1964          |